# Стефан Петров (революционер)
Вижте пояснителната страница за други личности с името Стефан Петров.
Стефан Петров е български революционер, деец на Вътрешната македоно-одринска революционна организация.

## Биография
Петров е роден в 1873 година в Скопие, в Османската империя, днес Северна Македония. Завършва III клас в българското училище в Скопие. От 1896 година е член на ВМОРО. Вакъф хан, който държи с брат си Анте е централа на Скопския комитет на ВМОРО. В периода 1896 – 1912 година Петров е градски ръководител и член на окръжния комитет на ВМОРО, а в 1905 година е негов председател. На 12 август 1907 година, след масираните уволнения от страна на Екзархията на учители, заподозрени от властите в революционна дейност, Петров заедно с Петър Арсов, Андрей Тодоров и Яни Жежов се явяват при митрополит Синесий Скопски и го заплашват да върне назначените учители. Осъден е на 7 години затвор от турските власти за революционна дейност.
Умира на 1 март 1926 година в София.